# Lê Văn Tư
Lê Văn Tư (1931-2021), nguyên là một tướng lĩnh gốc Nhảy dù của Quân lực Việt Nam Cộng hòa, cấp bậc Chuẩn tướng. Ông xuất thân từ những khóa đầu tiên ở trường Võ bị Quốc gia do Chính phủ Quốc gia Việt Nam thành lập với sự hỗ trợ của Quân đội Pháp nhằm mục đích đào tạo sĩ quan người Việt phục vụ cho Quân đội Liên hiệp Pháp. Ra trường ông gia nhập đơn vụ Nhảy dù nhưng chỉ phục vụ Binh chủng này một thời gian ngắn, sau chuyển qua đơn vị Bộ binh.

## Tiểu sử & Binh nghiệp
Ông sinh ngày 29 tháng 9 năm 1931, là con thứ 4 trong một gia đình trung nông khá giả tại làng Điều Hòa, Thuận Trị, tỉnh Mỹ Tho. Ông học Tiểu và Trung học chương trình Pháp tại Mỹ Tho. Tốt nghiệp với văn bằng Thành chung. Sau đó từ năm 1947 đến năm 1949 ông theo học trường Y tá Đông Dương tại Bênh viện Chợ Rẫy, Sài Gòn. Ra trường, về tùng sự tại Tòa Đô sảnh Sài Gòn. Sau chuyển về nguyên quán, phục vụ tại Bệnh viện Mỹ Tho.

### Quân đội Quốc gia Việt Nam
Cuối tháng 6 năm 1951, thi hành lệnh động viên ông nhập ngũ vào Quân đội Quốc gia, mang số quân: 51/121.317. Theo học khóa 5 Hoàng Diệu tại trường Võ bị Liên quân Đà Lạt, khai giảng ngày 1 tháng 7 năm 1951. Ngày 24 tháng 4 năm 1952 mãn khóa tốt nghiệp với cấp bậc Thiếu úy hiện dịch. Ra trường, tình nguyện vào đơn vị Nhảy dù của Quân đội Liên hiệp Pháp phục vụ tại Tiểu đoàn 1 với chức vụ Trung đội trưởng. Giữa năm 1953, ông được thăng cấp Trung úy chuyển sang Tiểu đoàn 3 Nhảy dù giữ chức vụ Đại đội phó.
Tháng 8 năm 1954, sau Hiệp định Genève (ngày 20 tháng 7), ông rời Binh chủng Nhảy dù. Chuyển nhiệm vụ sang Quân trường Huấn luyện Bộ binh, ông được cử giữ chức Thanh tra Quân huấn Trung tâm Huấn luyện số 1 Quán Tre do Trung tá Trần Tử Oai làm Chỉ huy trưởng.

### Quân đội Việt Nam Cộng hòa
Giữa Năm 1956, sau hơn nửa năm từ Quân đội Quốc gia chuyển sang phục vụ cơ cấu quân đội mới của Đệ nhất Cộng hòa là Quân đội Việt Nam Cộng hòa, ông được cử làm Đại đội trưởng Đại đội Chỉ huy Công vụ của Trung đoàn 32 do Thiếu tá Đỗ Kiến Nhiễu làm Trung đoàn trưởng, đồn trú tại Cái Vồn thuộc Sư đoàn 11 khinh chiến. Đến tháng 7 năm 1957, chuyển qua giữ chức vụ Tiểu đoàn phó Tiểu đoàn 13 cũng thuộc Trung đoàn 32. Sau đó được cử đi học khóa Sĩ quan Hành chính, mãn khóa về làm Phụ tá Hành chính Trung đoàn 33 do Thiếu tá Phạm Quốc Thuần làm Trung đoàn trưởng. Đầu năm 1958, biệt phái ngoại ngạch tại Phủ Tổng thống, làm Phụ tá cho Thiếu tá Phạm Ngọc Thảo, đặc trách nghiên cứu Kế hoạch Khu trù mật. Tháng 3 năm 1959, ông được cử làm sĩ quan đặc trách Khu trù mật Ba Chúc, quận Tịnh Biên, Long Xuyên do Đại úy Nguyễn Văn Chất làm Quận trưởng, Trung tá Nguyễn Văn Minh làm Tỉnh trưởng.
Đầu năm 1960, ông được thăng cấp Đại úy, biệt phái sang lĩnh vực Hành chính Quân sự và được chỉ định làm Phó Tỉnh trưởng Nội an tỉnh Vĩnh Long do Đốc phủ sứ Khưu Văn Ba làm Tỉnh trưởng. Sau 10 ngày, bàn giao chức vụ Phó tỉnh Nội an lại cho Thiếu tá Lê Thành Đô. Ngay sau đó ông được cử đi làm Quận trưởng quận Sa Đéc.
Giữa năm 1961, nhận lệnh bàn giao chức vụ Quận trưởng Sa Đéc lại cho Đại úy Nguyễn Văn Xinh Tháng 7 cùng năm, ông được thăng cấp Thiếu tá và được bổ nhiệm chức vụ Tỉnh trưởng tỉnh Phong Dinh thay thế Thiếu tá Trần Cửu Thiên được cử đi du học tu nghiệp khóa Bộ binh cao cấp tại Hoa Kỳ.
Tháng 11 năm 1962, ông nhận lệnh bàn giao tỉnh Phong Dinh lại cho Thiếu tá Trần Bá Di, Thiếu tá Trần Đình Thọ làm Phó tỉnh Nội an. Giữa năm 1963, ông được cử theo học lớp Chỉ huy và Tham mưu cao cấp tại Đà Lạt.
Đầu tháng 11 năm 1963, sau cuộc đảo chính Tổng thống Ngô Đình Diệm (ngày 1 tháng 11), ông trở lại quân đội và được cử giữ chức vụ Trung đoàn trưởng Trung đoàn 32 thuộc Sư đoàn 21 Bộ binh do Đại tá Cao Hảo Hớn làm Tư lệnh, đồng thời ông kiêm chức vụ Tư lệnh Khu chiến U Minh Thượng và U Minh Hạ.
Đầu tháng 6 năm 1964, bốn tháng sau cuộc Chỉnh lý nội bộ Hội đồng Quân nhân Cách mạng vào ngày 30 tháng 1 của tướng Nguyễn Khánh, một lần nữa ông được biệt phái sang Hành chính và được bổ nhiệm làm Tỉnh trưởng kiêm Tiểu khu trưởng tỉnh Hậu Nghĩa thay thế vị tiền nhiệm đầu tiên là Trung tá Sầm Tấn Phước Ngày Quốc khánh Đệ nhị Cộng hòa 1 tháng 11 cùng năm, ông được thăng cấp Trung tá tại nhiệm.
Ngày 19 tháng 2 năm 1965, ông tham gia cuộc đảo chính Chính quyền quân đội do Thiếu tướng Lâm Văn Phát và Đại tá Phạm Ngọc Thảo cùng cầm đầu. Cuộc đảo chính bất thành, ông bị bắt giam tại Quân lao Gò Vấp. Trung tá Nguyễn Trí Hanh được cử thay thế ông làm Tỉnh trưởng Hậu Nghĩa. Đến ngày 7 tháng 5 cùng năm, ông bị xét xử trước Tòa án Mặt trận Quân sự, tòa tuyên án ông 6 tháng tù ở, giáng cấp xuống binh nhì, buộc giải ngũ và xóa tên trong danh bạ Quân đội VNCH. Sau khi bị buộc giải ngũ, ông về cư ngụ ở quê quán Mỹ Tho, sau lên Sài Gòn hành nghề lái xe Tắc xi để mưu sinh.
Cuối năm 1965, ông được gọi tái ngũ và được phục hồi cấp bậc Trung tá như cũ. Đầu năm 1966, ông được cử làm Phụ tá Tư lệnh Sư đoàn 7 Bộ binh đặc trách lãnh thổ Khu chiến thuật Tiền Giang kiêm Tham mưu phó Chiến tranh Chính trị do Đại tá Nguyễn Viết Thanh làm Tư lệnh.
Hạ tuần tháng 3 năm 1968, ông được bổ nhiệm làm Tỉnh trưởng kiêm Tiểu khu trưởng Gò Công thay thế Trung tá Trần Thanh Xuân. Ngày Quốc khánh 1 tháng 11 cùng năm ông được thăng cấp Đại tá. Đến giữa năm 1969, ông nhận lệnh bàn giao tỉnh Gò Công lại cho Đại tá Nguyễn Tất Thinh ông chuyển đi giữ chức vụ Tỉnh trưởng kiêm Tiểu khu trưởng Long An thay thế Đại tá Nguyễn Văn Ngưu
Tháng 11 năm 1970, bàn giao tỉnh Long An lại cho bào đệ là Trung tá Lê Văn Năm(nguyên Trung đoàn trưởng Trung đoàn 14, Sư đoàn 9 Bộ binh). Ngay sau đó, ông được bổ nhiệm chức vụ Tỉnh trưởng kiêm Tiểu khu trưởng Gia Định thay thế Đại tá Nguyễn Văn Tồn.
Ngày 19 tháng 1 năm 1972, được lệnh bàn giao chức vụ Tỉnh trưởng Gia Định lại cho Đại tá Châu Văn Tiên. Ngay sau đó, ông được bổ nhiệm làm Tư lệnh Sư đoàn 25 Bộ binh thay thế Trung tướng Nguyễn Xuân Thịnh được bổ nhiệm chức Chỉ huy trưởng Pháo binh Trung ương.
- Sư đoàn 5 Bộ binh vào thời điểm tháng 1/1972, nhân sự ở Bộ Tư lệnh Sư đoàn và các Chỉ huy Trung đoàn được phân bổ trách nhiệm như sau:
-Tư lệnh - Đại tá Lê Văn Tư
-Tư lệnh phó - Đại tá Trần Vĩnh Huyến[20]
-Tham mưu trưởng - Đại tá Trương Thắng Chức[21]
-Chỉ huy Trung đoàn 46 - Đại tá Đỗ Thanh Liêm[22]
-Chỉ huy Trung đoàn 49 - Đại tá Nguyễn Văn Thừa[23]
-Chỉ huy Trung đoàn 50 - Đại tá Đặng Như Tuyết[24]

Ngày Quốc khánh 1 tháng 11 cùng năm, ông được thăng cấp Chuẩn tướng tại nhiệm.
Thượng tuần tháng 11 năm 1973, do liên quan đến việc nhận hối lộ trong vụ buôn lậu quân trang quân dụng lúc bấy giờ. Ông bị câu lưu sau khi bàn giao chức vụ Tư lệnh Sư đoàn 25 Bộ binh lại cho Đại tá Nguyễn Hữu Toán. Ông bị đình chỉ quân vụ và bị quản thúc tại gia đợi lệnh của Tòa án Mặt trận Quân sự. Cuối năm 1974, ông bị tạm giam tại Đề lao Chí Hòa để chờ điều tra.

## 1975
Sau ngày 30 tháng 4, ông được cho về với gia đình. Sau đó trình diện ban Quân quản Thành phố Sài Gòn, chính quyền mới đưa ông đi học tập và cải tạo từ Nam ra Bắc đến ngày 11 tháng 2 năm 1988 mới được trả tự do.
Năm 1990, ông cùng gia đình xuất cảnh theo chương trình "Ra đi có trật tự" diện H.O do Chính phủ Hoa Kỳ bảo lãnh. Định cư tại Garden Grove, Tiểu bang California, Hoa Kỳ.
Ngày 1 tháng 2 năm 2021, ông từ trần tại nơi định cư, hưởng thọ 90 tuổi.

## Huy chương
-Bảo quốc Huân chương đệ tam đẳng.
- Một số huy chương quân sự, dân sự khác.

## Gia đình
- Thân phụ: Cụ Lê Văn Tể (1906-1984)
- Thân mẫu: Cụ Trương Thị Xứng (1911-1981) (Hai cụ sinh hạ 10 người con gồm 6 trai, 4 gái).
- Nhạc phụ: Cụ Võ Văn Phu
- Nhạc mẫu: Cụ Cao Thị Biểu
- Bào tỷ: Lê Thị Đáng
- Bào huynh: Lê Văn Ba
- Bào đệ: Lê Văn Năm, Lê Văn Danh, Lê Văn Bảy, Lê Văn Minh.
- Bào muội: Lê Thị Hóa, Lê Thị Phụng, Lê Thị Hoàng.
- Phu nhân: Bà Võ Thị Xương

Ông bà có 9 người con (4 trai, 5 gái):
Lê Thị Thu Nga, Lê Thị Thu Thủy, Lê Văn Quận, Lê Thị Thu Loan, Lê Văn Dinh, Lê Thị Thu Tâm, Lê Văn Trí, Lê Văn Hoàng, Lê Thị Thu Trang.